# أورير (عين الحمام)
أورير ايت منقلات (في منطقة القبائل : Awrir At Mengelet، تيفيناغ : ⴰⵡⵔⵉⵔ ⴰⵝ ⵎⴰⵏⴳⴻⵍⴻⵝ) هي قرية جزائرية في بلدية عين الحمام في ولاية تيزي وزو ، في منطقة القبائل.

## موقع
تقع أورير على حوالي 7 كم غرب عاصمة المدينة وتحيط بها قرى :
- تسقا ملول؛
- إيغيل بوقيني (إيل نويغني) ؛
- تيليليت (ثيليث).

أورير وهذه القرى الثلاث تشكل دوارًا يسمى آيت عامر أوسعيد (At Σmer w-Sεid).

## التسمية والتاريخ
" awrir " كلمة أمازيغية تعني "جبل "أو" الذروة ".
يشير التعبير ايت منقلات إلى اسم القبيلة.
تعتبر العاصمة الأولى لإمارة كوكو 

## تعداد السكان
يبلغ عدد سكان القرية حوالي 800 إلى 1000 نسمة.

## التعليم
لديها مدرسة ابتدائية.

## الاقتصاد

### التجارة
يوجد في القرية عدد قليل من متاجر وأكشاك الأطعمة العامة الصغيرة.

### الزراعة
يتكون الاقتصاد الزراعي من قطف الزيتون في الشتاء والكرز والتين في الصيف.

## روابط خارجية
- الموقع الرسمي للقرية